# Carolina Ruiz Castillo
Carolina Ruiz Castillo, španska alpska smučarka, * 14. oktober 1981, Osorno, Čile.
Nastopila je na štirih olimpijskih igrah, najboljši uvrstitvi je dosegla s petnajstima mestoma v letih 2002 v superveleslalomu in 2010 v smuku. Na svetovnih prvenstvih je nastopila devetkrat, najboljšo uvrstitev je dosegla leta 2003 z devetim mestom v superveleslalomu. V svetovnem pokalu je tekmovala sedemnajst sezon med letoma 1998 in 2015 ter dosegla eno zmago v smuku in še eno uvrstitev na stopničke v veleslalomu. V skupnem seštevku svetovnega pokala je bila najvišje na 22. mestu leta 2013.